# Santa Cruz (provincie van Argentinië)
Santa Cruz is een van de 23 provincies van Argentinië, gelegen in Patagonië, het zuidelijke deel van Argentinië. De provinciale hoofdstad is Río Gallegos. Het grenst in het noorden aan de provincie Chubut en aan Chili in het zuiden en het westen. In het oosten ligt de Atlantische Oceaan.

## Departementen
De provincie is onderverdeeld in 7 departementen:

Bestuurlijke indeling van de provincie Santa Cruz en haar hoofdplaatsen

| Nr. | Departement | Departement       | Hoofdplaats          | Inwoners | Oppervlakte |
| --- | ----------- | ----------------- | -------------------- | -------- | ----------- |
| 1   |             | Corpen Aike       | Puerto Santa Cruz    | 7.942    | 26.350 km²  |
| 2   |             | Deseado           | Puerto Deseado       | 72.953   | 63.784 km²  |
| 3   |             | Güer Aike         | Río Gallegos         | 92.878   | 33.841 km²  |
| 4   |             | Lago Argentino    | El Calafate          | 7.500    | 37.292 km²  |
| 5   |             | Lago Buenos Aires | Perito Moreno        | 6.223    | 28.609 km²  |
| 6   |             | Magallanes        | Puerto San Julián    | 6.536    | 19.805 km²  |
| 7   |             | Río Chico         | Gobernador Gregores) | 2.926    | 34.262 km²  |

## Economie
De provincie heeft een relatief kleine bevolking en is rijk aan natuurlijke grondstoffen. In de provincie wordt veel aardgas en olie gewonnen en verder zijn er ook twee goudmijnen waar ook zilver als bijproduct wordt geproduceerd. Medio 2014 kwam de Cerro Negro goudmijn in productie en hier zal de komende 10 jaar zo'n 3,5 miljoen ounces goud worden gewonnen. 
Verder telt de provincie veel schapen en is de op een na belangrijkste provincie van Argentinië met betrekking tot de productie van wol en schapenvlees. De landbouw is beperkt vanwege het droge klimaat en vindt alleen plaats waar irrigatie mogelijk is. Langs de kust wordt veel gevist en Puerto Deseado, Puerto San Julián, Puerto Santa Cruz en Río Gallegos zijn belangrijke vishavens.

### Toerisme
Toerisme is een derde belangrijke economische activiteit. In het westen van El Calafate bevindt zich het Nationaal park Los Glaciares. Het heeft een oppervlakte van 6000 km2. Verschillende enorme gletsjers afkomstig van de immense ijsvlakte van de Andes monden hier uit in het Argentinomeer (Lago Argentino) in het zuiden en het Viedmameer (Lago Viedma) in het noorden. Via de Santa Cruz rivier wordt dit water afgevoerd naar de Atlantische Oceaan.
Langs de Route 40, op zo'n 155 kilometer ten zuiden van Perito Moreno bij de rivier Río Pinturas, ligt Cueva de las Manos.

## Trivia
De voormalige president van Argentinië, Néstor Kirchner, was de vroegere gouverneur van deze provincie.